# Poa polychroa
Poa polychroa är en gräsart som först beskrevs av Ernst Rudolf von Trautvetter, och fick sitt nu gällande namn av Aleksandr Alfonsovitj Grossgejm. Poa polychroa ingår i släktet gröen, och familjen gräs. Inga underarter finns listade i Catalogue of Life.